# Övre Sälmputten
Övre Sälmputten är en sjö i Ovanåkers kommun i Hälsingland invid gränsen till Rättviks kommun i Dalarna och ingår i Ljusnans huvudavrinningsområde.